# Ching Li (Schauspielerin)
Ching Li (chinesisch 井莉, Pinyin Jǐng Lì, häufig auch Cheng Lee; * 29. Oktober 1945 in Shandong; † 9. Dezember 2017 in Hongkong) war eine chinesische Schauspielerin. Sie galt als eine der größten Ikonen des asiatischen Kinos der 1960er und 1970er Jahre.

## Leben und Werk
Ching Li, Tochter des renommierten Schauspielers Ching Miao, kam 1949 mit ihren Eltern nach Taiwan, wo sie auch aufwuchs. Nach Angaben der Internet Movie Database debütierte sie bereits im Alter von sechs Jahren im Medium Film. Mitte der 1960er Jahre kam sie bei Shaw Brothers unter Vertrag, wo sie schnell zu einer der beliebtesten und besten Darstellerinnen des Studios avancierte.
Obgleich Ching Li zumeist in sehr kämpferisch starken und auch blutigen Filmen eingesetzt wurde, kämpfte sie nur selten selbst.

## Filmografie
- 1967: King Cat
- 1968: When The Clouds Roll By
- 1971: The Anonymous Heroes
- 1971: Duel Of Fists
- 1972: Zehn gelbe Fäuste für die Rache (The Angry Guest)
- 1972: Der Pirat von Shantung (The Boxer From Shantung)
- 1972: Four Riders
- 1973: Man Of Iron
- 1973: Die Blutsbrüder des gelben Drachen (The Blood Brothers)
- 1976: The Forbidden Past
- 1976: The Web Of Death
- 1978: The Sentimental Swordsman
- 1980: The Convict Killer
- 1981: The Duel Of The Century
- 1982: Return Of The Sentimental Swordsman
- 1983: Shaolin Vs Wu Tang